# Acord de vida
Un acord de vida (anglès: life settlement), representa una transacció financera en la qual el titular d'una assegurança de vida ven la seva pòlissa a un inversor en un mercat secundari.
El preu d'aquesta venda supera el valor de rescat que obtindria de l'asseguradora en efectiu, però és inferior a la prestació que es rebria en cas de la mort de l'assegurat. En aquesta operació, l'inversor assumeix la responsabilitat de pagar les primes pendents i rep la prestació assegurada al moment de la defunció de l'assegurat. Les motivacions del titular de la pòlissa per vendre-la poden ser diverses: potser ja no necessita cobertura per la mort de l'assegurat, no pot assumir el pagament de les primes, o necessita liquiditat per fer front a despeses relacionades amb la mala salut de l'assegurat, entre altres raons. Independentment de la causa, la clau perquè la quantitat obtinguda mitjançant un acord de vida sigui superior al valor de rescat radica en la menor esperança de vida de l'assegurat comparada amb l'estàndard corresponent a la seva edat. Mentre que l'inversor avalua la pòlissa utilitzant les probabilitats reals de mort o supervivència de l'assegurat, l'asseguradora ho fa mitjançant les estimacions estàndard. Tot i que el preu o valor d'un acord de vida depèn de diversos factors, alguns estudis indiquen que, de mitjana, el titular de la pòlissa rep entre tres i cinc vegades més que el valor de rescat.

## Origen
Aquest tipus de transaccions va aparèixer en els EUA. La sentència Grigsby v. Russell, 222 US 149 (1911) de la Cort Suprema dels EUA va establir la legalitat d'un mercat secundari d'assegurances de vida, afirmant que una pòlissa és una propietat privada i, per tant, pot ser cedida a voluntat del seu propietari. Aquest cas va ser argumentat al novembre de 1911 i decidit el 4 de desembre de 1911. En el cas Grigsby, John Burchard tenia una pòlissa d'assegurança de vida, incapacitat per pagar les primes i necessitat de diners per a una operació. Va vendre la pòlissa a un metge per 100 dòlars. El jutge que va dictar la sentència va destacar que l'assegurança de vida posseïa totes les característiques ordinàries de la propietat i, per tant, constituïa un actiu que el titular podia transferir sense restriccions.
Tot i la sentència de la Cort Suprema, els acords de vida van seguir sent poc freqüents a causa de la manca de coneixement per part dels prenedors o assegurats, així com de l'escàs interès dels inversors potencials. Tanmateix, a partir dels anys 80 del segle passat, el mercat va experimentar un creixement significatiu amb la introducció dels anomenats viatical settlements, terme utilitzat per referir-se als acords de vida quan el titular de la pòlissa és un pacient terminal.
La crisi de la SIDA, que va sorgir en aquesta dècada com una malaltia incurable detectable només en fase terminal, va conduir els afectats a buscar liquiditat per fer front als costosos i poc efectius tractaments de l'època. Així va néixer la pràctica de vendre pòlisses d'assegurances de vida mitjançant els viatical settlements. A partir dels anys 90, amb els avenços mèdics que van desvincular la SIDA com a malaltia terminal, el nombre de viatical settlements associats a aquesta malaltia va disminuir, donant pas a un increment dels acords de vida tal com es coneixen avui dia. En aquestes transaccions, els assegurats no necessàriament pateixen malalties terminals, sinó que solen ser persones més grans de 65 anys amb condicions de salut que situen la seva esperança de vida per sota de l'estàndard per a la seva edat.

## Mercats
El mercat més desenvolupat d'acords de vida és el dels EUA. No es disposa de dades oficials sobre l'escala actual d'aquest mercat a Espanya, i les xifres poden variar segons la font consultada. No obstant això, hi ha consens en que el volum d'acords de vida negociats ha experimentat un creixement continu des de la crisi financera de 2008. A més, els acords de vida també estan presents en altres països com Alemanya, el Regne Unit i el Japó.
En alguns d'aquests països, les pòlisses que es negocien no es limiten exclusivament a les cobertures de defunció. Per exemple, al Regne Unit i Alemanya, les pòlisses objecte de transacció solen ser assegurances mixtes (endowments), on el capital de supervivència pot créixer segons els guanys de l'asseguradora a través de la inversió de les primes rebudes del prenedor de l'assegurança. En aquests casos, una part o la totalitat d'aquesta revaloració només es rep si la pòlissa no es cancel·la anticipadament. Si el titular vol liquidar anticipadament l'assegurança sense perdre la revaloració acumulada, l'única alternativa viable és la venda en el mercat secundari d'acords de vida.
En el cas d'Espanya, a l'actualitat no existeixen aquests tipus d'acords, però no hi ha restriccions normatives que prohibeixin aquest tipus d'operacions. Res impedeix que el titular o prenedor de l'assegurança canviï el beneficiari de la pòlissa un cop aquesta ha estat posada en marxa. Per altra part, alguns estudis han analitzat la possible acceptació d'aquestes transaccions en el mercat assegurador espanyol per part dels titulars de les pòlisses. Seguint el marc proposat pel Model d'Acceptació de Tecnologia, aquest treballs conclouen que les variables que més influeixen en els titulars a l'hora de considerar la venda de la seva pòlissa en un mercat secundari d'acords de vida són l'expectativa d'utilitat, la facilitat esperada i la influència social.

## Valoració
Els acords de vida es valoren mitjançant l'examinació dels preus de mercat amb l'enfocament del "valor raonable," utilitzant com a referència transaccions prèviament tancades amb característiques similars. Les dades de mercat es recopilen de diversos proveïdors, i aquesta informació és accessible tant per als clients com per a tercers.
La fixació final del preu d'una pòlissa es basa en la quantificació de dues variables clau: l'esperança de vida de l'assegurat i la taxa interna de rendibilitat que l'inversor busca obtenir, la qual reflecteix el risc superior associat amb els acords de vida en comparació amb altres actius. La literatura actuarial ofereix diversos enfocaments per a determinar el preu dels acords de vida, incloent mètodes deterministes, probabilístics, estocàstics i borrosos. La sensibilitat del preu d'un acord de vida davant les variacions en el valor de les variables clau (esperança de vida de l'assegurat i tipus d'interès) es pot avaluar mitjançant dues mesures diferents: la durada i la convexitat.